# Austin Bradford Hill

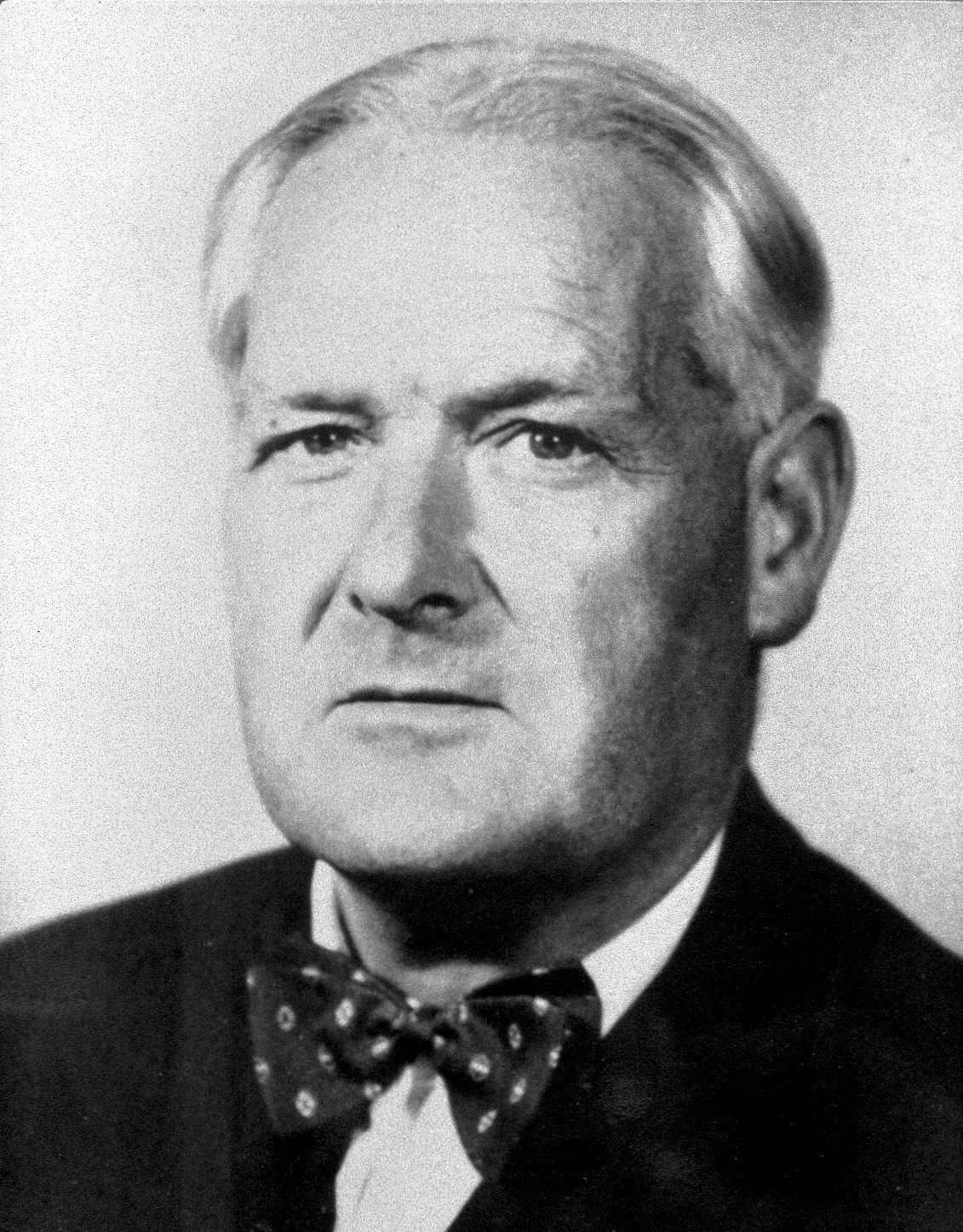
Austin Bradford Hill

Sir Austin Bradford Hill, genannt: Tony Hill, (* 8. Juli 1897 in London; † 18. April 1991) war ein britischer Epidemiologe, Statistiker, Pionier der randomisierten klinischen Studie und zusammen mit Richard Doll einer der ersten, der einen Zusammenhang zwischen Rauchen und Lungenkrebs aufzeigte. Dies erreichte er mit der sogenannten British Doctors Study, einer Langzeitstudie über die Gesundheit und die Rauchgewohnheiten britischer Ärzte.

## Leben
Hill war Pilot im Ersten Weltkrieg, wurde aber entlassen, da er an Tuberkulose litt. Er machte einen Abschluss in Wirtschaft. 1922 begann er für das Industry Fatigue Research Board zu arbeiten. Dort arbeitete er mit dem medizinischen Statistiker Major Greenwood zusammen und belegte Kurse bei Karl Pearson, um sein Wissen in Statistik zu verbessern. Als Greenwood einen Lehrstuhl an der neu gegründeten London School of Hygiene and Tropical Medicine annahm, ging Hill mit ihm und hielt ab 1933 Vorlesungen in Epidemiologie und Lebensstatistik. 1947 wurde er Professor für medizinische Statistik.
Hill machte eine bemerkenswerte Karriere als Forscher und Dozent und war Autor eines erfolgreichen Lehrbuchs, Principles of Medical Statistics, aber er ist vor allem berühmt auf Grund zweier Feldstudien: Er war der Statistiker im Medical Research Council Streptomycin in Tuberculosis Trials Committee. Ihre Studie, die die Benutzung von Streptomycin bei der Tuberkulosebehandlung untersuchte, wird allgemein für die erste randomisierte klinische Studie gehalten. Pionier der Benutzung der Zufälligkeit in landwirtschaftlichen Experimenten war Ronald Fisher. Die zweite Studie war eine Fall-Kontroll-Studie, die Hill zusammen mit Richard Doll über Rauchen und Lungenkrebs anfertigte. Der erste Bericht wurde 1950 veröffentlicht und verglich Lungenkrebspatienten mit Vergleichsgruppen. Doll und Hill begannen weiterhin mit einer Langzeitstudie über Rauchen und Gesundheit. Diese war eine Untersuchung des Rauchverhaltens und der Gesundheit von über 30.000 britischen Ärzten über mehrere Jahre. Fishers Meinung stand im klaren Widerspruch zu den Ergebnissen und Vorgehensweisen der Raucher/Krebs-Arbeit und ab 1957 kritisierte er diese Arbeit in der Presse und in wissenschaftlichen Aufsätzen.
Hill wurde 1954, unter anderem auf Antrag von Fisher, zum Mitglied der Royal Society gewählt. 1961 wurde er als Knight Bachelor geadelt.
Austin Bradford Hills Nachname lautete Hill, unter welchem er publizierte. Trotzdem wird oft auf ihn referenziert unter dem Namen Bradford Hill. Von Freunden wurde er Tony gerufen.
Er formulierte die Bradford-Hill-Kriterien für Kausalität in der Medizin (auch als Hill-Kriterien bezeichnet), die aus neun Merksätzen bestehen, mit denen eine vermutete Ursache-Wirkung-Beziehung in der Medizin bzw. Epidemiologie geprüft werden sollte.